# Aleksander Milker
Aleksander Milker (ur. 7 lipca 1867 w Łodzi, zm. 22 listopada 1924 tamże) – dziennikarz łódzkich gazet wydawanych w języku niemieckim, wydawca i współwłaściciel wraz z Aleksandrem Drewingiem drukarni prasowej.
Syn Franciszka zamożnego właściciela składu artykułów metalowych i Marii z Zeiserów, żonaty od 1898 r. z Marią Rachalewską (prawdopodobnie siostrą Honoraty Sellin, żoną Fryderyka Sellina – aktora, dyrektora łódzkich teatrów).
Ukończył czteroklasową szkołę Jana Graczyka w Łodzi, IV gimnazjum realne w Warszawie oraz Szkołę Handlową im. L. Kronenberga w Warszawie.
Po powrocie do Łodzi od 1892 r. pisał felietony i artykuły o tematyce społecznej i artystycznej do gazety „Lodzer Zeitung” wydawanej przez Jana Petersilgego od 1865 (zmiana tytułu, poprzednio, od 2 grudnia 1863 Petersilge wydawał „Łódzkie Ogłoszenia - Łodźer Anzeiger” [tak!]). M.in. pisywał jako jej zgierski korespondent.
Ale nie odpowiadała mu zbyt prorosyjska i niemiecko-szowinistyczna atmosfera, zaprzestał więc kontaktów z nią i postanowił wydawać własną gazetę. 
15 września 1902 r. wspólnie z Aleksandrem Drewingiem przy ul. Piotrkowskiej 15 założyli drukarnię i w niej drukowali od 28 września 1902 r. trzecią łódzką gazetę niemiecką „Handels – und Industrieblatt”. W 1910 r. zmienili tytuł na „Neue Lodzer Zeitung”.
W 1905 r. był dyrektorem handlowym firmy uzyskującej wówczas obrót w wysokości 105 000 rubli przy kapitale zakładowym wynoszącym 30 000 rubli. 
Do 1939 r. było to dobrze redagowane, najpopularniejsze, o największym nakładzie pismo zwolenników asymilacji Niemców i tolerancji wobec innych narodowości. 
W tej gazecie i ilustrowanych niedzielnych dodatkach opublikował setki wspomnień zarówno o zmarłych jak i obchodzących jubileusze zasłużonych łodzianach.
W jednym z dodatków opublikował swojego autorstwa opracowanie „Geschichte der Stadt Lodz” stanowiące próbę obiektywnego ukazania roli Niemców w powstawaniu łódzkiego przemysłu.
Według wspomnień współczesnych znał lepiej język polski niż niemiecki i jego artykuły musiały być poprawiane a często tłumaczone z języka polskiego.
Jako publicysta, dziennikarz i działacz społeczny był zwolennikiem współpracy z Polakami, propagował także asymilację mniejszości niemieckiej. 
W swej działalności dziennikarsko-publicystycznej od początku unikał zadrażnień na tle polsko-niemieckich stosunków w mieście, był przeciwnikiem szowinizmu, deklarował poparcie dla obowiązujących w niepodległej Polsce praw politycznych i społecznych. 
Zygmunt Bartkiewicz pisał:

Niemieckie pismo prowadzi, lecz szczery Polaków przyjaciel, umie godzić dwa wrogie obozy i myśli o możliwości polsko-niemieckiego porozumienia. Znawca sztuki wytrawny, zna „kuchnię teatru” i teatr, obrazy rozumie, nie rozgląda się nerwowo po ludziach i rzeczach, na kim, czy na czym by tu można zarobić, i kocha wiernie swe powołanie, jednym słowem, człek rzadki.

Propolskie nastawienie redaktorów i wydawców naraziło ich na represje w czasie I wojny światowej. Niemieckie władze okupacyjne miały mu za złe krytycyzm wobec rygorów prawa wojennego i dyskryminacyjnej polityki pruskiej wobec Polaków.
Wtedy też w drukarni przeprowadzono rekwizycje maszyn i metali, a potem zmuszono właścicieli do zawieszenia wydawania gazety. Zabrane im wyposażenie posłużyło władzom do powstania „Drukarni Państwowej” („Staatsdruckerei” zorganizowanej w 1916 r. przy ul. Piotrkowskiej 85 przez okupacyjne władze niemieckie dla drukowania gazety „Deutsche Lodzer Zeitung”). 
29 kwietnia 1917 obchodził uroczyście jubileusz 25-lecia pracy.
Poza licznymi tytułami prasowymi m.in. polskimi jak „Goniec”, w drukarni tłoczono do 1917 r. 55 druków zwartych i 5 do chwili likwidacji po śmierci A. Drewinga (sam zmarł kilka miesięcy po śmierci wspólnika). 
Zmarł 22 listopada 1924 r. w Łodzi, spoczywa na Starym Cmentarzu w Łodzi przy ul. Ogrodowej, w części ewangelickiej.